# Studia Neoaristotelica
Studia Neoaristotelica - A Journal of Analytical Scholasticism je recenzovaný odborný časopis věnovaný především studiu aristotelsko-scholastické a anylické filosofické tradice. Byl založen v roce 2004 Stanislavem Sousedíkem. V současnosti je šéfredaktorem Daniel D. Novotný na Fakultě teologie Jihočeské univerzity v České republice. Někteří z členů rady poradců: David Oderberg, Paul Richard Blum, David Clemenson, Rolf Darge, Petr Dvořák, Costantino Esposito, Edward Feser, James Franklin, Michael Gorman, Jorge J.E. Gracia, Daniel Heider, Rafael Hüntelmann, Gyula Klima, Sven K. Knebel, Simo Knuutila, Ulrich G. Leinsle, Pavel Materna, Uwe Meixner, Roberto Hoffmeister Pich, Edmund Runggaldier, Stanislav Sousedík, Richard Swinburne, Jacob Schmutz, atd.